# Masi
Masi (velenceiül Maxi) település Olaszországban, Veneto régióban, Padova megyében. Lakosainak száma 1797 fő (2023. január 1.). Masi Badia Polesine, Castelbaldo, Merlara és Piacenza d’Adige községekkel határos.

## Népesség
A település lakossága az elmúlt években az alábbi módon változott:
| Lakosok száma | 1765 | 1781 | 1797 |
|               | 2017 | 2018 | 2023 |